# Communauté de communes du Bassigny
La communauté de communes du Bassigny est une ancienne communauté de communes française, située dans le département de la Haute-Marne et la région Grand Est.

## Historique
La Communauté de communes du Bassigny a été créée le 13 décembre 2000.
Voir aussi la rétrospective 2001-2011 sur le site officiel.
Par arrêté préfectoral du 27 décembre 2016, elle fusionne le 1er janvier 2017 avec la communauté de communes du Grand Langres pour former la nouvelle intercommunalité du Grand Langres.

## Composition
Elle regroupait vingt communes au 1er janvier 2015 :
| Nom                   | Code Insee | Gentilé        | Superficie (km2) | Population (dernière pop. légale) | Densité (hab./km2) |
| --------------------- | ---------- | -------------- | ---------------- | --------------------------------- | ------------------ |
| Val-de-Meuse (siège)  | 52332      | Montigniers    | 76,76            | 1 909 (2014)                      | 25                 |
| Avrecourt             | 52033      | Avrecourtois   | 7,63             | 134 (2014)                        | 18                 |
| Buxières-lès-Clefmont | 52085      |                | 5,92             | 26 (2014)                         | 4,4                |
| Celles-en-Bassigny    | 52089      |                | 8,92             | 79 (2014)                         | 8,9                |
| Chauffourt            | 52120      | Chauffourtois  | 9,63             | 204 (2014)                        | 21                 |
| Choiseul              | 52127      | Causéoliens    | 8,63             | 82 (2014)                         | 9,5                |
| Clefmont              | 52132      | Clefmontais    | 19,33            | 192 (2014)                        | 9,9                |
| Daillecourt           | 52161      | Daillecourtois | 7,37             | 81 (2014)                         | 11                 |
| Dammartin-sur-Meuse   | 52162      | Dammartinois   | 15,58            | 203 (2014)                        | 13                 |
| Frécourt              | 52207      | Frécourtois    | 6,22             | 94 (2014)                         | 15                 |
| Is-en-Bassigny        | 52248      | Issois         | 19,37            | 557 (2014)                        | 29                 |
| Lavernoy              | 52275      | Lavernais      | 4,50             | 84 (2014)                         | 19                 |
| Lavilleneuve          | 52277      |                | 5,15             | 66 (2014)                         | 13                 |
| Marcilly-en-Bassigny  | 52311      |                | 19,56            | 210 (2014)                        | 11                 |
| Noyers                | 52358      |                | 7,29             | 76 (2014)                         | 10                 |
| Perrusse              | 52385      | Perrussiens    | 5,61             | 36 (2014)                         | 6,4                |
| Rançonnières          | 52415      | Rancenais      | 8,35             | 111 (2014)                        | 13                 |
| Rangecourt            | 52416      | Rangecourtois  | 6,81             | 65 (2014)                         | 9,5                |
| Sarrey                | 52461      | Sarreyens      | 14,21            | 383 (2014)                        | 27                 |
| Saulxures             | 52465      | Saulxurois     | 8,17             | 129 (2015)                        | 16                 |

À noter que la commune de Val-de-Meuse regroupe les anciennes communes d’Épinant, Lécourt, Maulain, Montigny-le-Roi (chef-lieu de la commune), Provenchères-sur-Meuse, Ravennefontaines, Récourt et Lénizeul.

## Administration

### Liste des présidents
| Période | Période       | Identité         | Étiquette | Qualité               |
| ------- | ------------- | ---------------- | --------- | --------------------- |
| ?       | 2014          | Michel Couturier |           |                       |
| 2014    | décembre 2016 | Romary Didier    |           | Maire de Val-de-Meuse |

### Siège
27 avenue de Langres, Montigny-le-Roi (commune de Val-de-Meuse).

## Compétences
Nombre total de compétences exercées : 19.